# Напівзакриті дебюти
Напівзакриті дебюти виникають після першого ходу білих 1. d4 та відповіддю чорних на нього будь-яким ходом крім 1... d5. Раніше такі дебюти належали до закритих, але тепер, коли закриті дебюти є менш зашальним поняттям, можна вважати такі дебюти за категорію.